# Il risveglio di un gigante
Il risveglio di un gigante è un film del 2016 diretto da Valeria Baldan e Giovanni Ziberna.

## Trama
La vita della mistica Veronica Giuliani, vissuta tra '600 e '700 e stigmatizzata a 33 anni. La sua storia è arrivata a noi tramite un diario di 22.000 fogli manoscritti che la religiosa dovette scrivere per obbedienza.

## Produzione
La pellicola, prodotta dalla casa indipendente goriziana Sine Sole Cinema con il supporto dell'associazione Amici di Santa Veronica, è diretta da due giovani registi: il lombardo Giovanni Ziberna, allievo di Olmi, e la padovana Valeria Baldan, che a proposito del film hanno dichiarato: «Noi crediamo che oggi santa Veronica sia da riscoprire, che sia tempo per questo "gigante di santità" di risvegliarsi. Quello poi che ci auguriamo con questo piccolo film è che gli spettatori si possano innamorare, come noi, di questa cappuccina che, nel silenzio, nell'umiltà e nel nascondimento, ha toccato le più alte vette del misticismo senza mai perdere la sua dolcezza e grande umanità».
Il produttore goriziano Mattia Vecchi lavorando alla pellicola ha maturato una vocazione al sacerdozio, entrando poi in seminario.

## Distribuzione
Presentato l'8 dicembre 2016 al Cinema Parrocchiale S. Filippo Neri di Collebeato (Brescia), alla presenza dei registi e di parte del cast, è stato proiettato in cinema di tutt'Italia ed anche in Canada e Libano. È disponibile in DVD dal dicembre 2017. È stato trasmesso da TV2000 nel luglio 2021.